# Lisa Harriton
Lisa Rae Harriton, född 18 november 1980 i London, är en engelsk musiker (keyboardist och sångerska).
Harriton rekryterades av Billy Corgan som keyboardist och bakgrundssångare i den amerikanska rockgruppen The Smashing Pumpkins under turnén för albumet Zeitgeist (2007). Förutom rollen som livemedlem har hon även medverkat i musikvideorna till "Tarantula" och "That's the Way (My Love Is)" samt under den tidiga inspelningsprocessen av det efterföljande albumet, Teargarden by Kaleidyscope (2009), innan hon hoppade av.
Innan hon började spela med The Smashing Pumpkins hade hon en mindre framgångsrik karriär som pop- och jazzartist. Mer nyligen uppträdde hon som keyboardist åt Adam Lambert under American Music Awards 2009.
Hon har även varit med och skrivit "Everything Is Awesome", ledmotivet till Lego filmen från 2014.

## Diskografi
Med The Smashing Pumpkins
- 2008 – American Gothic (UK Tour Edition)
- 2009 – Teargarden by Kaleidyscope, endast under tidiga delen av inspelningen